# 뉴잉글랜드 패트리어츠
뉴잉글랜드 패트리어츠(New England Patriots)는 미국 프로 미식축구 리그 NFL의 아메리칸 풋볼 콘퍼런스(AFC) 동부지구 소속 팀이다. “패츠”라고도 불리는 이 팀은 1959년 11월 16일에 창단하였으며, 원래는 매사추세츠주 보스턴을 연고지로 하여 보스턴 패트리어츠로 창단하였으나 1971년 3월 미국 북동부 6개주(메인, 뉴햄프셔, 버몬트, 매사추세츠, 코네티컷, 로드아일랜드)를 총칭하는 뉴잉글랜드로 이름을 바꾸었으며 연고지는 보스턴에서 약 35km 떨어진 위성도시 매사추세츠주 폭스버러이다. 홈구장은 질레트 스타디움(Gillette Stadium). 피츠버그 스틸러스와 함께 슈퍼볼 최다 우승 팀이자 슈퍼볼 최다 진출 팀이며 명실상부 NFL 최고의 구단으로 군림하고 있다.

## 역사
뉴잉글랜드 패트리어츠는 1959년 11월 16일, 아메리칸 풋볼 리그에 8번째 프랜차이즈를 만들고자 했던 윌리엄 H. 빌리 설리반 주니어(William H. Billy Sullivan Jr.)와 지역 사업가들에 의하여 창단되었다. 팀을 꾸리기 위한 시작으로 노스웨스턴 대학교(Northwestern University)의 러닝백이었던 론 버튼(Ron Burton)을 팀의 첫 번째 선수로 데려왔다. 전 보스턴 칼리지(Boston College)의 전임 코치였던 마이크 홀로박(Mike Holovak)을 선수 디렉터로, 에드 맥키버(Ed McKeever)를 팀의 초대 매니저로 고용하였고 그는 루 사반(Lou Saban)을 팀의 초대 전임 코치로 선택했다.
보스턴을 연고지로 하여 보스턴 패트리어츠(Boston Patriots)라는 팀명을 달고 출발한 이 팀은 1963년에 아메리칸 풋볼 리그 (AFL) 챔피언쉽에 도달한거 말고는 별다른 뛰어난 성적을 거두지는 못했으며, 1971년 2월 베이스테이트 패트리어츠(Baystate Patriots)라는 팀명을 거쳐 1971년 3월, 폭스보로 스타디움을 홈구장으로 정하면서 보스턴 대도시권을 연고지로 하는 뉴잉글랜드 패트리어츠라는 팀명을 갖게 되었다. 아메리칸 풋볼 리그(AFL)의 원년 멤버인 뉴잉글랜드 패트리어츠는 1970년 아메리칸 풋볼 리그와 내셔널 풋볼 리그(NFL)의 합병에 따라 NFL에 참여하게 되었다. 패트리어츠는 1986년 1월에 열린 제 20회 슈퍼볼에 진출하기 전까지 총 4번의 플레이오프에 진출하였고, 제 20회 슈퍼볼에서는 시카고 베어스(Chicago Bears)에게 패함으로써 트로피를 얻는 영광까지 누리지는 못하였다. 1990년에는 1승 15패라는 처참한 전적과 라커룸에서 발생한 여성기자에 대한 성추문 사건 등으로 미국 스포츠계에서 '올해의 최악의 팀'으로 뽑히기도 했다. 1997년 1월의 제31회 슈퍼볼에도 패트리어츠는 진출하게 되는데, 역시 그린베이 패커스(Greenbay Packers)에게 패하고 말았다. 1999년까지 275승 312패 9무를 기록하며 승률 0.468로 하위권인 역대 21위를 차지하고 있던 패트리어츠는 2000년 이후 기존의 팀 이미지를 벗어버리고 최강의 팀으로 평가받으며 승승장구하고 있다.
2001년부터 2005년 사이에, 패트리어츠는 슈퍼볼 36회, 38회, 39회에서 우승을 하였는데 이로써 4년 동안 3번의 슈퍼볼에서 우승을 한 NFL 사상 2번째 팀으로 기록되었다. 2007년 시즌 동안 18경기 연속 승리로 신기록을 세워가던 패트리어츠는 세계 미식축구인들의 예상을 뒤엎고 2008년 2월 벌어진 42회 슈퍼볼에서 뉴욕 자이언츠(New York Giants)에게 패하고 말았다.
그 뒤에는 2014년 시즌의 슈퍼볼 49에서 네번째 우승을 하고 2016년 시즌 슈퍼볼 51(Super Bowl LI)에서 25점 점수 차이를 극복하고 연장전(overtime)으로 34-28으로 이겼다. 2018년에는 슈퍼볼 53 (Super Bowl LIII)에서 역대 가장 낮은 슈퍼볼 점수 합계인 16점으로 새 기록을 깨고 13-3으로 이겼다.

## 수상 실적 (Championships)
리그 우승 (6회)
- 슈퍼볼 우승 (6회): 2001년(36회), 2003년(38회), 2004년(39회) 2014년(49회) 2016년 (51회) 2018년 (53회)

연맹 우승 (8회)
- AFC: 1985년, 1996년, 2001년, 2003년, 2004년, 2007년, 2011년, 2014년, 2016년, 2017년, 2018년

디비전(division) 우승 (19회)
- AFL 동부: 1963년
- AFC 동부: 1978년, 1986년, 1996년, 1997년, 2001년, 2003년, 2004년, 2005년, 2006년, 2007년, 2009년, 2010년, 2011년, 2012년, 2013년, 2014년, 2015년, 2016년, 2017년, 2018년

## 홈 구장
- 닉커슨 필드(Nickerson Field) - 1960~1962년
- 펜웨이 파크(Fenway Park) - 1963~1968년
- 얼룸나이 스타디움(Alumni Stadium) - 1969년
- 하버드 스타디움(Harvard Stadium) - 1970년
- 폭스버러 스타디움(Foxboro Stadium) - 1971~2001년
- 질레트 스타디움(Gillette Stadium) - 2002년~현재

## 로스터

### 현재 로스터
쿼터백
- 1 캠 뉴튼 (Cam Newton)
- 6 코디 케쓸러 (Cody Kessler)백업 쿼터백
- 4 자렛 스딧험 : (Jarret Stidham) 백업 쿼터백

러닝백
- 38 브랜든 볼든 (Brandon Bolden)
- 34 렉스 버크헤드(Rex Burkhead)
- 37 데미엔 해리스 (Damien Harris)
- 26 소니 미셸 (Sony Michel)
- 28 제임스 화이트 (James White)

와이드 리시버
- 13 필립 도르셋(Phillip Dorsett)
- 11 줄리안 에델맨(Julian Edelman)
- 15 엔 킬 해리 (N'Keal Harry)
- 16 자코비 메이어스(Jakobi Meyers)
- 80 거너 올스제우스키 (Gunner Olszewski)
- 14 모하메드 사누 (Mohamed Sanu)
- 18 매슈 슬레이터(Matthew Slater)

타이트 엔드
- 85 라이언 이조(Ryan Izzo)
- 83 맷 라코스(Matt Lacosse)
- 84 벤저민 왓슨(Benjamin Watson)

오펜스 라인
- 65 웨슬리 브릿(Wesley Britt) : 태클
- 63 댄 코널리(Dan Connolly) : 센터, 가드
- 71 러스 혹스타인(Russ Hochstein) : 센터, 가드
- 77 닉 캑저(Nick Kaczur) : 태클
- 67 댄 코펀(Dan Koppen) : 센터
- 72 맷 라이트(Matt Light) : 태클
- 70 로건 맹킨스(Logan Mankins) :가드
- 60 지미 마틴(Jimmy Martin) : 가드, 태클
- 61 스티븐 닐(Stephen Neal) : 가드
- 68 라이언 오캘러핸(Ryan O'Callaghan) : 태클
- 62 라이언 웬들(Ryan Wendell) : 센터
- 74 빌리 예이츠(Billy Yates) :가드, 센터

디펜스 라인
- 69 스티브 피티타(Steve Fifita): 태클
- 97 자비스 그린(Jarvis Green) : 디펜스엔드
- 76 크리스 노웰(Chris Norwell) : 디펜스엔드
- 93 리처드 시모어(Richard Seymour) : 디펜스엔드
- 62 헨리 스미스(Henry Smith) : 태클
- 95 케니 스미스(Kenny Smith) : 디펜스엔드
- 90 르 케빈 스미스(Le Kevin Smith) : 태클, 디펜스엔드
- 92 샌토니오 토머스(Santonio Thomas) : 디펜스엔드
- 64 캐시 타일러(Casey Tyler) : 디펜스엔드
- 94 타이 워런(Ty Warren) : 디펜스엔드
- 75 빈스 윌포크(Vince Wilfork) : 태클
- 99 마이크 라이트(Mike Wright) : 디펜스엔드, 태클

라인배커
- 54 테디 브루스치(Tedy Bruschi) : 인사이드 라인배커
- 98 숀 크레이블(Shawn Crable) : 아웃사이드 라인배커
- 48 게리 가이턴(Gary Guyton) : 인사이드 라인배커
- 59 빅터 홉슨(Victor Hobson) : 인사이드 라인배커/아웃사이드 라인배커
- 53 래리 이조(Larry Izzo) : 인사이드 라인배커
- 51 제러드 마요(Jerod Mayo) : 인사이드 라인배커
- 47 빈스 레드(Vince Redd) : 아웃사이드 라인배커
- 91 보 루드(Bo Ruud) : 인사이드 라인배커
- 96 어댈리어스 토머스(Adalius Thomas) : 아웃사이드 라인배커/인사이드 라인배커
- 50 마이크 브라벨(Mike Vrabel) :아웃사이드 라인배커/인사이드 라인배커
- 58 피어 우즈(Pierre Woods) : 아웃사이드 라인배커

디펜시브 백
- 23 윌리 앤드루스(Willie Andrews) :세이프티, 코너백
- 25 페르난도 브라이언트(Fernando Bryant) : 코너백
- 30 마크 딜러드(Mark Dillard) : 세이프티
- 37 로드니 해리슨(Rodney Harrison) : 스트롱 세이프티
- 27 엘리스 홉스(Ellis Hobbs) : 코너백, 킥리턴
- 31 브랜던 메리웨더(Brandon Meriweather) : 코너백, 세이프티
- 35 마이크 리처드슨(Mike Richardson) : 코너백
- 36 제임스 샌더스(James Sanders) : 세이프티
- 29 루이스 샌더스(Lewis Sanders) : 코너백
- 28 앤트웨인 스팬(Antwain Spann) : 코너백
- 41 레이먼드 벤트론(Raymond Ventrone) : 세이프티
- 21 제이슨 웹스터(Jason Webster) : 코너백
- 22 테런스 위틀리(Terrence Wheatley) : 코너백
- 24 조너선 윌하이트(Jonathan Wilhite) : 코너백
- 26 탱크 윌리엄스(Tank Williams) : 세이프티

스페셜 팀
- 8 마이크 드라고사비치(Mike Dragosavich) : 펀터
- 3 스티븐 고스트코우스키(Stephen Gostkowski) : 키커
- 6 크리스 핸슨(Chris Hanson) : 펀터
- 66 로니 팩스턴(Lonie Paxton)
- 2 스콧 플레이어(Scott Player) : 펀터

### 명예의 전당 등극자들 (Pro Football Hall of Famers)
- 85 닉 부오니콘티(Nick Buoniconti), 라인배커, 1962–68, 2001년 등극
- 73 존 해나(John Hannah), 가드, 1973–85, 1991년 등극
- 40 마이크 헤인스(Mike Haynes), 코너백, 1976–82, 1997년 등극
- 56 앤드리 티핏(Andre Tippett), 라인배커, 1982–93, 2008년 등극

## 역대 감독
- 루 사반(Lou Saban) : 1960–61
- 마이크 홀로박(Mike Holovak) : 1961–68
- 클라이브 러시(Clive Rush) : 1969–70
- 존 마주르(John Mazur) : 1970–72
- 필 벵스턴(Phil Bengtson) : 1972
- 청크 페어뱅크(Chuck Fairbanks) : 1973–78
- 론 에르하트(Ron Erhardt) : 1979–81
- 론 메이어(Ron Meyer) : 1982–84
- 레이먼드 베리(Raymond Berry) : 1984–89
- 로드 러스트(Rod Rust) : 1990
- 딕 맥퍼슨(Dick MacPherson) : 1991–92
- 빌 파르셀스(Bill Parcells) : 1993–96
- 피트 캐롤(Pete Carroll) : 1997–99
- 빌 벨리칙(Bill Belichick) : 2000–현재